# Dekkera
Dekkera Van der Walt – rodzaj grzybów należący do rodziny Saccharomycetaceae. Zaliczane są do drożdży. Powodują psucie wina, cydru i nabiału, jednak w niektórych przypadkach korzystnie wpływają na aromat fermentowanych napojów, zwłaszcza piw specjalnych. Są wykorzystywane w produkcji piw typu lambic i jego odmian (m.in. gueuze, faro, kriek).

## Systematyka
Pozycja w klasyfikacji według Index Fungorum: Saccharomycetaceae, Saccharomycetales, Saccharomycetidae, Saccharomycetes, Saccharomycotina, Ascomycota, Fungi.
Występują dwie postacie rozwojowe drożdży: mianem Brettanomyces określano anamorfę (nietworzącą zarodników), natomiast nazwa Dekkera była zarezerwowana dla tworzącej zarodniki teleomorfy. Nazwa Brettanomyces jest bardziej rozpowszechniona w przemyśle spożywczym, jednak według zasad nazewnictwa przyjętego dla grzybów nazwę naukową tworzy się od teleomorfy, wskutek czego większość gatunków dawniej zaliczanych do Brettanomyces obecnie należy do Dekkera.
Gatunki
- Dekkera anomala M.T. Sm. & Grinsven 1984
- Dekkera bruxellensis Van der Walt 1964
- Dekkera custersiana F.L. Lee & S.C. Jong 1986
- Dekkera naardenensis S.C. Jong & F.L. Lee 1986
- Dekkera proliferans M.T. Sm. & Grinsven 1984

## Występowanie i zastosowanie
Drożdże Dekkera biorą udział w spontanicznej fermentacji alkoholowej, występują w napojach bezalkoholowych, nabiale, napoju kombucza, zakwasie chlebowym, oliwkach. Środowiska te charakteryzują się różnymi czynnikami stresowymi, np. wysokie stężenia etanolu, niskie pH, niska zawartość tlenu{. Potrafią przetrwać w tych produktach długi czas i zainicjować wzrost podczas ich przechowywania lub dojrzewania. Przykładowo można je wyizolować z lambiców po roku dojrzewania, kiedy już nie ma w nim obecnych drożdży Saccharomyces.

## Morfologia
Dekkera mają mniej lub bardziej wydłużony kształt, tworzą pseudogrzybnię. Rozmnażają się wegetatywnie przez pączkowanie wieloboczne. Ich normalny rozmiar waha się między 2 a 7 µm, jednak w warunkach stresowych stają się mniejsze, nawet do 0,45 µm.

## Historia
Drożdże Dekkera zostały opisane po raz pierwszy w 1904 przez Nielsa Hjelte Claussena, współpracownika Emila Christiana Hansena w browarze Carlsberg. Powodowały one refermentację i były przyczyną charakterystycznych aromatów w ówczesnych angielskich ale. Były pierwszym opatentowanym mikroorganizmem w historii. Claussen zaklasyfikował je do rodzaju Torula.
W tym czasie drożdże powodujące refermentację były obecne we wszystkich piwach przeznaczonych do sprzedaży, zwłaszcza w długo leżakowanych piwach przeznaczonych na eksport. Potrafiły przefermentować węglowodany, których nie potrafiły wykorzystać drożdże Saccharomyces. Zostały uznane jako rodzaj w latach 20., kiedy podobne drożdże do tych wyizolowanych przez Claussena zostały odkryte w belgijskich lambicach}.
Pierwsza monografia dotycząca Dekkera (opisanych jako Brettanomyces) powstała w 1940. Autor pracy, Mathieu Custers, pisał, że drożdże te fermentują glukozę do etanolu szybciej w warunkach tlenowych niż beztlenowych, co nazwał „negatywnym efektem Pasteura”. Zjawisko to przemianowano potem na „efekt Custersa”. W latach 50. drożdże Dekkera wyizolowano również z wina i słonej zalewy na ogórki.
Mimo ulepszania szczepów drożdży Saccharomyces cerevisiae w celu wzbogacania bukietu aromatycznego produktów fermentacji lub jej wydajności, skuteczność tych technik jest ograniczona i niekonwencjonalne drożdże (nienależące do rodzaju Saccharomyces) stają się coraz bardziej popularne. Jednakże rola Dekkera w przemyśle spożywczym nie jest jednoznaczna i bywają uważane za jedne z najgorszych mikroorganizmów psujących wino.

## Fizjologia
Najlepiej poznane gatunki Dekkera (D. bruxellensis, B. anomala) są względnymi beztlenowcami. Przeciwnie do efektu Pasteura, obserwowanym u Saccharomyces spp. przy niskim stężeniu cukrów, Dekkera przeprowadzają fermentację w obecności tlenu, natomiast w warunkach całkowicie beztlenowych jest ona hamowana (negatywny efekt Pasteura). Ponadto w warunkach tlenowych produkują duże ilości kwasu octowego z udziałem dehydrogenazy aldehydowej i potencjalnie mogą być użyte do jego przemysłowej produkcji. Inaczej zachpwują się drożdże D. naardenensis, które nie rosną w warunkach beztlenowych, nie produkują etanolu ani kwasu octowego, są Crabtree negatywne.
Dekkera potrafią wykorzystywać źródła azotu w sposób efektywniejszy od Saccharomyces cerevisiae. Potrafią wykorzystywać azotany jako jedyne źródło azotu, sprawiając, że głównym produktem metabolizmu glukozy staje się kwas octowy, a nie etanol. Co więcej, ich obecność w pożywce w warunkach beztlenowych umożliwia produkcję kwasu octowego, która normalnie w takich warunkach nie występuje.
Dekkera potrafią rozłożyć i przefermentować złożone cukry takie jak celobioza (dzięki β- glukozydazie) i dekstryny, których nie potrafią wykorzystać drożdże Saccharomyces. Produkują α-glukozydazę, która rozkłada cukry resztkowe w piwie po fermentacji głównej, przyczyniając się do wyższego odfermentowania.
Większość szczepów jest odporna na wysokie stężenie etanolu. Mogą być potencjalnie wykorzystane do produkcji bioetanolu w systemie ciągłym. Obecnie jednak zwykle uważa się je za niepożądane w tym procesie.

## Związki aromatyczne tworzone przezDekkera

Schemat powstawania charakterystycznych dla Brettanomyces związków fenolowych: 4-etylofenolu, 4-etylogwajakolu i 4-etylokatecholu

Drożdże Dekkera są współcześnie kojarzone przede wszystkim z belgijską kulturą warzenia piwa. Mogą nadawać aromaty określane jako fenolowe („apteczne”), czosnkowe, ziemiste, kojarzone ze stajnią, końską derką, a także jabłkowe, kwiatowe, cytrusowe, metaliczne, kozie, przypominające bandaż, pot, dające „mysi” posmak. Najwięcej zakażeń ma miejsce przez niezachowanie odpowiedniej czystości w procesie produkcji oraz użycie zanieczyszczonych tymi drożdżami beczek{. Ze względu na dłuższy kontakt wina czerwonego ze skórkami winogron, zakażenia tymi drożdżami są w nich częstsze niż w winach białych.
Dekkera są obecne w niewielkiej ilości w początkowej fazie fermentacji wina i ich obecność jest początkowo trudna do wykrycia. Drożdże te rosną powoli i wpływają na aromat wina zwykle dopiero podczas dojrzewania w dębowych beczkach.
Do ważnych związków wpływających na aromat należą:
- 2-etylotetrahydropirydyna (ETHP), 2-acetylotetrahydropirydyna (ATHP) i 2-acetylopirolina (APY) – posmak „mysi”[2][6].
- lotne estry jak dekanian etylu, oktanian etylu, mleczan etylu – ich stężenia są zwykle niższe w przypadku fermentacji przeprowadzanych przez Saccharomyces cerevisiae[2].
- lotne związki fenolowe – najważniejszymi związkami fenolowymi wpływającymi na aromat jest 4-etylogwajakol (4-EG), 4-etylofenol (4-EP), 4-etylokatechol (4-EC) oraz ich prekursory: 4-winylogwajakol (4-VG), 4-winylofenol (4-VP) i 4-winylokatechol (4-VC). Spośród tych związków 4-etylogwajakol i 4-etylofenol silnie wpływają na niepożądane aromaty w winie i jednocześnie odpowiadają za charakterystyczne aromaty w belgijskich lambicach[2].
- kwas octowy
- lotne kwasy tłuszczowe, np. kwas izowalerianowy (dający aromat określany jako zjełczały, serowy)[2].